# سهيل بن عدي الخزرجي
سهيل بن عدي الخزرجي صحابي جليل من كبار الصحابة، وكان قائدا من قادة الفتح الإسلامي في عهد عمر بن الخطاب فقد فتح الرقة والرها وكرمان من بلاد فارس وكان له دور كبير، كما قاتل مع جيش أسامة بن زيد رضي الله عنه.

## قيل فيه
قال د.أحمد ميرزا: "يشير أحد الباحثين إلى أن سهيلا كان يمتاز بالقدرة الفائقة في قتال ومشاغلة عدوه  بقوة قليلة فقد نجح بهذا العدد في مشاغلة أهل الجزيرة  وكان لنجاحه  هذا اثر حاسم لانتصار المسلمين  في فتح الجزيرة".[بحاجة لمصدر]
قال عنه محمود شيت خطاب: «أسلم سهيل بن عدي مبكرا فقد شهد بدرا واحد وقاتل تحت لواء النبي صلى الله عليه وسلم في غزواته الأخرى فهو من الأنصار الذين نصروا الله ورسوله صلى الله عليه وسلم من مكة المكرمة إلى المدينة المنورة».

## فتوحات سهيل بن عدي الخزرجي

### فتح الرقة
وما إن وصل عياض بن غنم إلى قَرْقِيسياء من مدن الجزيرة الفراتية حتى بعث سهيل بن عدي إلى مدينة «الرقة» فيتوجه سهيل بن عدي بجيشه إلى الرقة ويحاصرها، ودام هذا الحصار أيامًا، ثم ينزل أهل الرقة مباشرة على الجزية، ويقبل أهل الرقة دفع الجزية مقابل أن يدافع عنهم المسلمون ويؤمِّنوهم على دمائهم، وسقطت مدينة الرقة بسرعة.

### فتح الرها
بعد فتح الرقة أَرسل عياض بن غنم الفهري سهيل بن عدي وعبد الله بن عتبان لفتح الرها ولم يلقوا مقاومة تذكر بل رضوا بالصلح وجابوا إلى الجزية لانهم عرفوا انهم لاطاقة لهم بالمسلمين. وقال ابن الأثير الجزري في كتابه الكامل في التاريخ: «ضم عياض إليه سهيلا وعبد الله، وسار بالناس إلى حران، فلما وصل أجابه أهلها إلى الجزية فقبل منهم. ثم إن عياضا سرح سهيلا وعبد الله إلى الرهاء فأجابوهما إلى الجزية، وأجروا كل ما أخذوه من الجزيرة عنوة مجرى الذمة، فكانت الجزيرة أسهل البلدان فتحاورجع سهيل وعبد الله إلى الكوفة».

### فتح كرمان
يقرر عمر بن الخطاب أن يرسل جيشًا من البصرة إلى كرمان لفتحها، من ضمن الالوية السبعة التي ارسله الانسياج في بلاد فارس بعد معركة نهاوند وعلى رأس الجيش سهيل بن عدي من وفي الوقت نفسه انضمه اليه عبد الله بن عبد الله بن عتبان فأمر عمر بن الخطاب جيش سهيل بن عدي أن يدخل كرمان من الجنوب، ويسانده جيش عبد الله بن عبد الله بن عتبان من أصبهان من الشمال حتى يدخل المسلمون على كرمان من منطقتين مختلفتين فيتم النصر للمسلمين، وبالفعل يلتقي الجيشان مع جيش كرمان الذي يملؤه الرعب، وكان الرعب قد تسلل إلى قلوب جيش الفرس لأمرين بعد أن هزم الله جيش كرمان وانتصر المسلمون بمَنِّ الله وفضله، وتولى أمر كرمان سهيل بن عدي.

## وفاته
انقطعت أخباره بعد الفتح فلم يعلم في أي بلدٍ استقر وأَيضاً لا تُعرف سنة وفاته. [بحاجة لمصدر]